# Западновка
Западновка — посёлок в Городищенском районе Волгоградской области России. Входит в состав Россошенского сельского поселения.

## История
По состоянию на 1935 год Западновка входила в состав Ново-Алексеевского сельсовета Городищенского района Нижне-Волжского края. На 1 января 1945 года Западновка не значилась среди зарегистрированных до войны населённых пунктов.

На 1 января 1976 года хутор Западновский Россошинского сельсовета упомянут в списке населенных пунктов по сельским Советам Калачёвского района Волгоградской области. В 1977 году Западновка вновь была включена в состав Городищенского района.

## География
Посёлок находится в южной части Волгоградской области, в степной зоне, на правом берегу реки Россошка, на расстоянии примерно 25 километров (по прямой) к западу от посёлка Городище, административного центра района. Абсолютная высота — 67 метров над уровнем моря.
Часовой пояс
Посёлок Западновка, как и вся Волгоградская область, находится в часовой зоне МСК (московское время). Смещение применяемого времени относительно UTC составляет +3:00.

## Население
| 2010 |
| ---- |
| 217  |

Гендерный состав
По данным Всероссийской переписи населения 2010 года в гендерной структуре населения мужчины составляли 48,4 %, женщины — соответственно 51,6 %.
Национальный состав
Согласно результатам переписи 2002 года, в национальной структуре населения русские составляли 80 %.

## Улицы
Уличная сеть посёлка состоит из шести улиц.